# Mycobacterium komossense
Mycobacterium komossense là một loài của ngành actinobacteria (vi khuẩn Gram dương) với hàm lượng cao guanine và cytosine, một trong những ngành trội trong các vi khuẩn), thuộc chi Mycobacterium. 
Mycobacterium là một chi của Actinobacteria, cho Họ riêng của nó, Mycobacteriaceae. Hơn 190 loài được ghi nhận trong chi này.  Chi này bao gồm các mầm bệnh được biết là gây ra các bệnh nghiêm trọng ở động vật có vú, bao gồm bệnh lao (Mycobacterium tuberculosis) và bệnh phong (Mycobacterium leprae) ở người.  Các tiền tố myco- (Hy Lạp) có nghĩa là "nấm", ám chỉ đến cách mycobacteria đã được quan sát sự phát triển trong một hình dáng giống đất trên bề mặt khi nuôi cấy. Nó là kháng axit và không thể bị nhuộm bởi quy trình nhuộm gram.

## Mô tả
Gram dương, bất động, hình que kích thước từ ngắn đến vừa, kháng axit.

## Đặc điểm khuẩn lạc
- Mọc tốt, mịn, sáng lấp lánh và màu vàng. Trên thạch Middlebrook 7H10 khuẩn lạc khoảng 0,5-2mm đường kính.

## Sinh lý học
- Tăng trưởng trên môi trường Löwenstein-Jensen và thạch Middlebrook 7H10 ở nhiệt độ từ 22 °C-37 °C trong ít hơn 7 ngày.
- Tăng trưởng tối ưu ở 31 °C, không tăng trưởng ở 45 °C.

## Đặc điểm khác biệt
- Tính độc đáo của các loài được hỗ trợ bởi phân tích kháng nguyên (immunodiffusion) và các mẫu lipid cụ thể.
- Một so sánh phân loại số cho thấy mối quan hệ chặt chẽ với Mycobacterium aichiense.

## Sinh bệnh học
- Không được biết là gây bệnh ở động vật hoặc con người.
- Mức độ an toàn sinh học 1

## Phân lập
- Đầu tiên được phân lập từ thảm thực vật nguyên sinh ở rêu nước Komosse ở miền nam Thụy Điển và vùng duyên hải Đại Tây Dương của Na Uy.